# Joan Quigley
Joan Ceciel Quigley (* 10. April 1927 in Kansas City, Missouri; † 21. Oktober 2014 in San Francisco, Kalifornien) war eine Astrologin, die vor allem durch ihre astrologische Beratung des Weißen Hauses unter Ronald Reagan in den 1980er Jahren bekannt wurde.

## Jugend
Ihre Familie zog nach San Francisco, wo ihr Vater als Hotelier arbeitete. Sie schloss die Hamlin School für Mädchen als Klassenbeste ab und studierte anschließend Kunstgeschichte am Vassar College.

## Arbeit für die Reagans
Sie wurde 1981 von der First Lady Nancy Reagan nach John Hinckleys versuchtem Attentat auf den Präsidenten hinzugezogen und blieb im Geheimen als Astrologin im Weißen Haus tätig, bis sie 1988 vom ehemaligen Stabschef Donald Regan entlassen wurde.
Joan Quigley lernte Nancy Reagan in den 1970er Jahren in der Merv Griffin Show kennen. Nachdem Ronald Reagan Präsident geworden war und am 30. März 1981 ein Attentat auf ihn verübt wurde, fragte die Frau des Präsidenten Quigley, ob sie das Attentat hätte vorhersehen und möglicherweise verhindern können. Quigley bejahte die Frage und sagte, dass sie dies hätte tun können, wenn sie zu der Zeit hingesehen hätte und zum Personal des Weißen Hauses gehört hätte. Von diesem Zeitpunkt an nahm Nancy Reagan regelmäßig Quigleys astrologischen Rat in Anspruch und führte häufig Telefongespräche mit ihr. Zur Erklärung, warum sie sich an Quigley wandte, erklärte Nancy später, siew habe ihren Mann vor weiteren Angriffen schützen wollen.
Quigley hatte zwar keinen unmittelbaren Zugang zu Ronald Reagan und kam so gut wie nie mit ihm in Kontakt, aber sie behauptete, dass sie für die Terminvereinbarung aller Pressekonferenzen verantwortlich gewesen sei, vor den meisten Reden des Präsidenten konsultiert wurde, ja sogar den Zeitpunkt der Abflüge und Landungen von Air Force One mitbestimmt habe.
Als Donald Regan 1985 das Amt des Stabschefs von Ronald Reagan übernahm, wurde er von Reagans Berater Michael Deaver über Quigley und ihre Rolle informiert. Regan, der sich häufig mit Nancy Reagan stritt, trat 1987 nach der Iran-Contra-Affäre zurück. Im Jahr 1988 enthüllte Regan, dass Nancy Reagan sich mit Quigley und zuvor mit der Astrologin Jeane Dixon beraten hatte. Auch Regan behauptete, dass praktisch jeder wichtige Schritt und jede Entscheidung, die die Reagans während seiner Zeit als Stabschef trafen, im Voraus mit Quigley akkordiert wurde.
Verschiedene Berichterstatter beteuerten, dass Quigley zu Reagans neuer Offenheit gegenüber Michail Gorbatschow beigetragen hat, aber die Reagans dementierten stets, dass Quigley jemals eine politische Entscheidung des Präsidenten beeinflusst hätte.

## Bücher
- Astrology for Adults (New York: Henry Holt & Co., 1969)
- Astrology for Parents of Children & Teenagers (New York: Prentice-Hall, 1971)
- What Does Joan Say?: My Seven Years as White House Astrologer to Nancy and Ronald Reagan (New York: Carol Publishing Group, 1990)